# Frea flavoscapulata
Frea flavoscapulata là một loài bọ cánh cứng trong họ Cerambycidae.